# 回転率
回転率（かいてんりつ）は、経営分析上の概念の一つ。

## 概要
回転率は、資本や設備などの投入要素（ストック）が、どれほどの売上高や顧客数などのアウトプット（フロー）を生み出しているかを計測するための指標である。一般には、フローの値をストックの値で除することによって求められる。代表的な回転率の指標には次のようなものがある。
資本回転率
企業が、資本（資産）をどの程度効率的に利用して、売上高を上げているかを示す指標である。詳細は財務分析を参照のこと。
客席回転率
飲食店などで用いられる指標で、1日に、客席1席あたり何人の客数があったかを示す指標である。1日の客数を店舗の客席数で除することで得られる。社団法人日本フードサービス協会は、「外食産業経営動向調査」を実施し、飲食外食企業の平均客席回転率を調査している。
客室回転率
ホテルなどの宿泊施設で用いられる指標で、1日に、客室1室あたり何人の利用者数があったかを示す指標である。客室稼働率とも呼ばれる。